# The Heartbreakers
The Heartbreakers, nebo také Johnny Thunders and the Heartbreakers, byla americká punk rocková skupina, založená v roce 1975 v New Yorku. Frontmanem skupiny byl Johnny Thunders, dřívější člen skupiny New York Dolls, ve které hrál i další člen Heartbreakers, bubeník Jerry Nolan.

## Diskografie
- L. A. M. F. (1977)
- Live at Max's Kansas City (1979)
- D.T.K. Live At The Speakeasy (1982)
- Live At The Lyceum Ballroom 1984 (1985)
- Live At Mothers (1991)
- What Goes Around (1991)
- Vive La Révolution (Live In Paris - Le Bataclan - December 8, 1977) (1992)
- Thunderstorm in Detroit (Live at the Silverbird 21/12/80) (2002)
- Down To Kill (2005)